# Amblyscartidia incredibilis
Amblyscartidia incredibilis är en insektsart som beskrevs av Young 1977. Amblyscartidia incredibilis ingår i släktet Amblyscartidia och familjen dvärgstritar. Inga underarter finns listade i Catalogue of Life.